# Hypsiboas leptolineatus
Espèce
Synonymes
- Hyla leptolineata Braun & Braun, 1977

Statut de conservation UICN

 LC  : Préoccupation mineure
Hypsiboas leptolineatus est une espèce d'amphibiens de la famille des Hylidae.

## Répartition
Cette espèce est endémique du Brésil. Elle se rencontre entre 800 et 1 100 m d'altitude dans les États du Rio Grande do Sul, du Paraná et de Santa Catarina,.

## Publication originale
- Braun & Braun, 1977 : Nova espécie de Hyla do Estado do Rio Grande do Sul, Brasil (Anura, Hylidae). Revista Brasileira de Biologia, vol. 37, no 4, p. 853-857.